# Jardin Burq
Jardin Burq, emellanåt benämnd Square de la Rue Burq, är en park på Montmartre i Paris 18:e arrondissement. Parken är uppkallad efter den närbelägna Rue Burq och har sin ingång från denna gata.

## Omgivningar
- Sacré-Cœur
- Saint-Pierre de Montmartre
- Saint-Jean de Montmartre
- Place Dalida
- Maison de Dalida
- Place Émile-Goudeau
- Place Jean-Baptiste-Clément

## Bilder
| - Jardin Burq. - Saint-Jean de Montmartre. |

## Kommunikationer
- Tunnelbana – linje  – Abbesses
- Busshållplats Durantin – Burq – Paris bussnät, linje 40

### Webbkällor
- ”Jardin Louise Weber dite La Goulue (ex Jardin Burq)”. Paris.fr. 5 mars 2021. https://www.paris.fr/equipements/jardin-louise-weber-dite-la-goulue-ex-jardin-burq-2644. Läst 5 mars 2021.
- ”Square de la Rue Burq”. Les rues de Paris. http://www.parisrues.com/rues18/paris-18-square-de-la-rue-burq.html. Läst 5 mars 2021.